# Cuciulata
Cuciulata [kutʃiulata] (deutsch Katscheloden, ungarisch Kucsuláta) ist ein Dorf im Kreis Brașov in Siebenbürgen, Rumänien. Es ist Teil der Gemeinde Hoghiz.

## Sehenswürdigkeiten
- Die Holzkirche Cuvioasa Paraschiva[2] zwischen 1700 und 1752 errichtet und die gleichnamige Steinkirche[3] 1784 errichtet und 1791 erneuert, stehen unter Denkmalschutz.[4]
- Die Anwesen in der Str. Principală (Hauptstraße) um die orthodoxe Kirche im 18. und 19. Jahrhundert errichtet, stehen unter Denkmalschutz.[4]
- Das Geburtshaus von Aron Pumnul (Nr. 113) im 19. Jahrhundert errichtet, steht unter Denkmalschutz.[4]

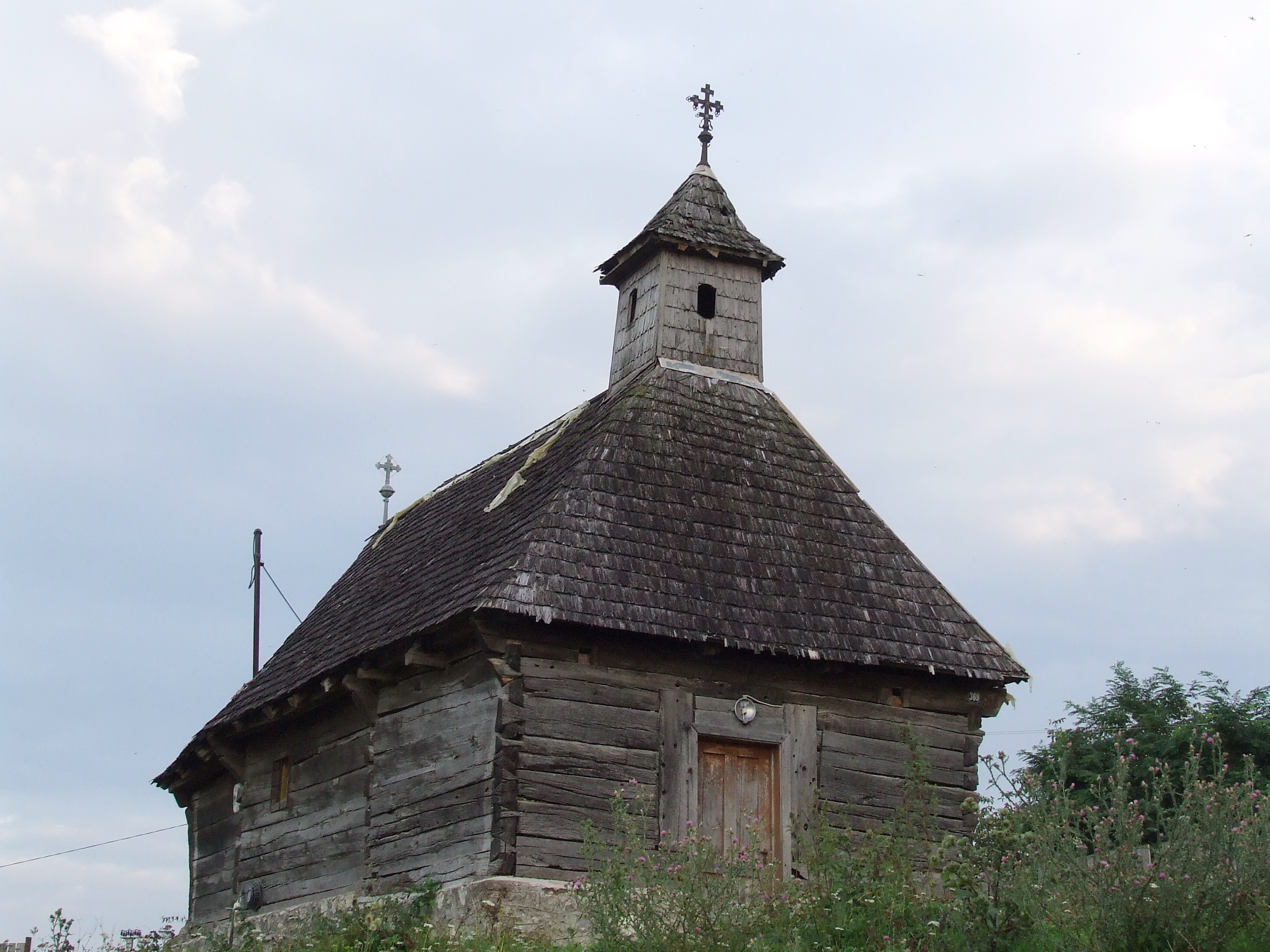
Holzkirche Cuvioasa Paraschiva
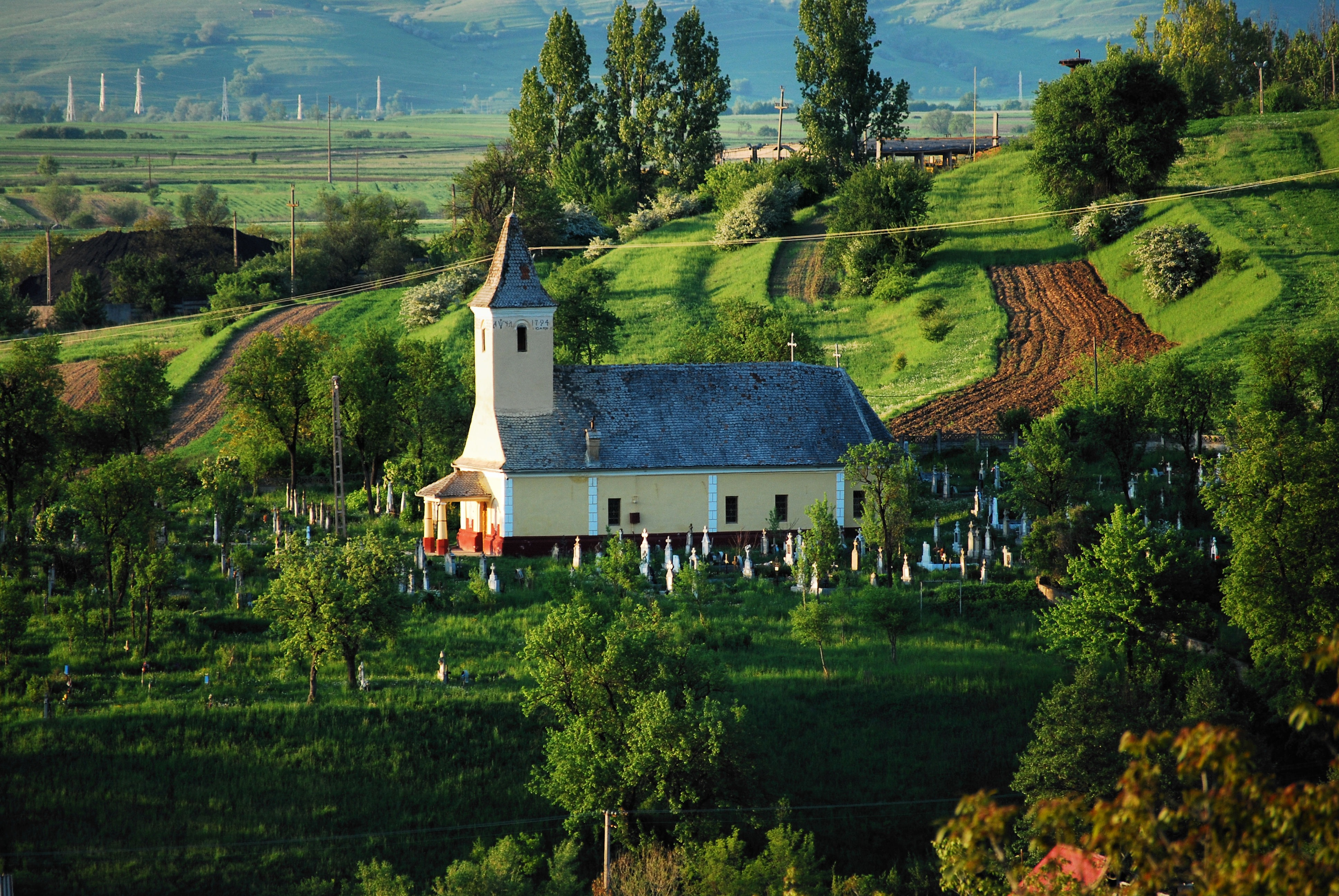
Steinkirche Cuvioasa Paraschiva
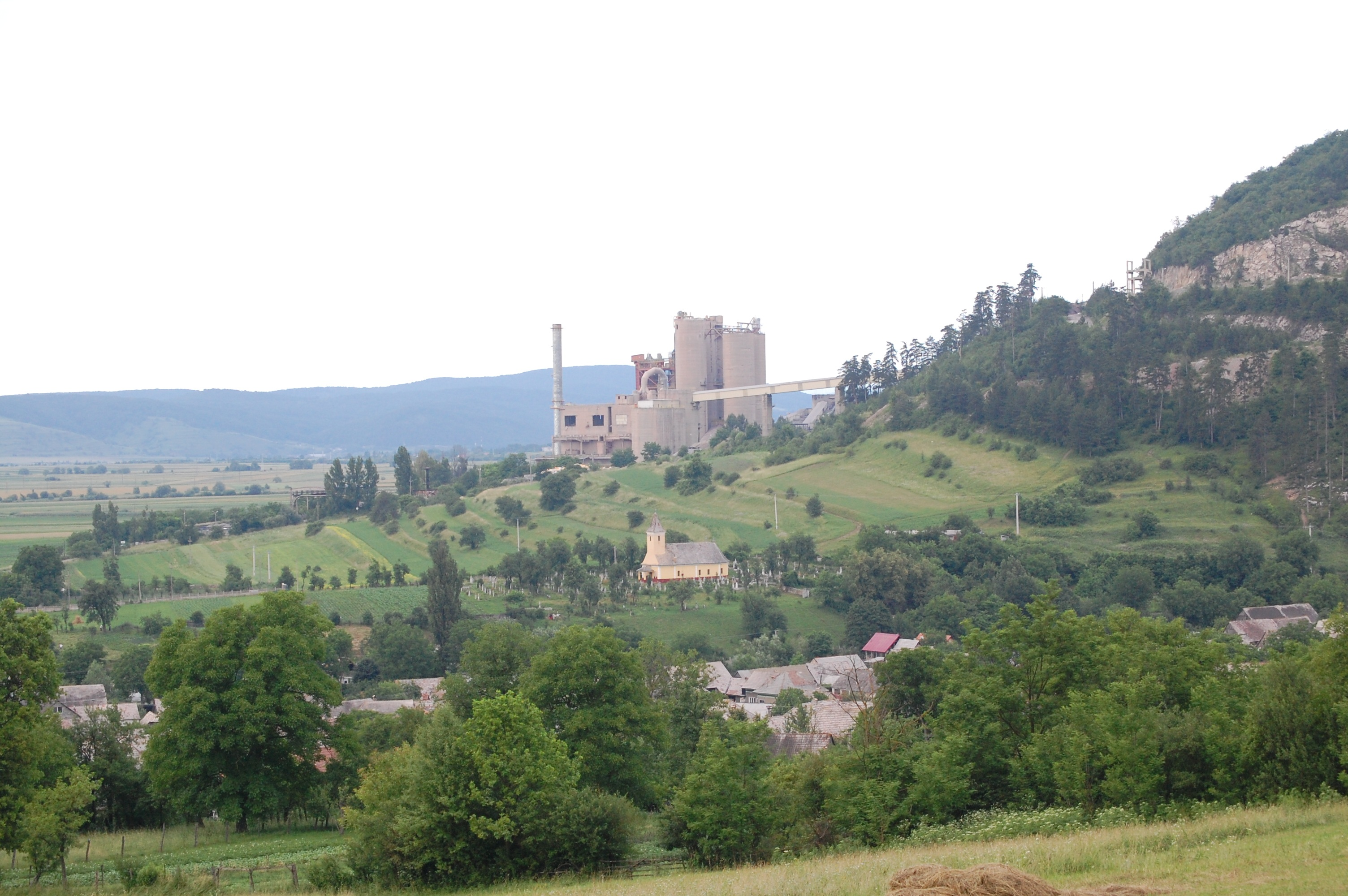
Blick auf Cuciulata und das Zementwerk

## Persönlichkeiten
- Aron Pumnul (1818–1866), Lehrer von Mihai Eminescu
- Gheorghe Buzdugan (1916–2012), Mitglied der Rumänischen Akademie[5]
- Viorel Morariu (* 1931), Rugbyspieler[6]